# Felix Habsburg-Lothringen

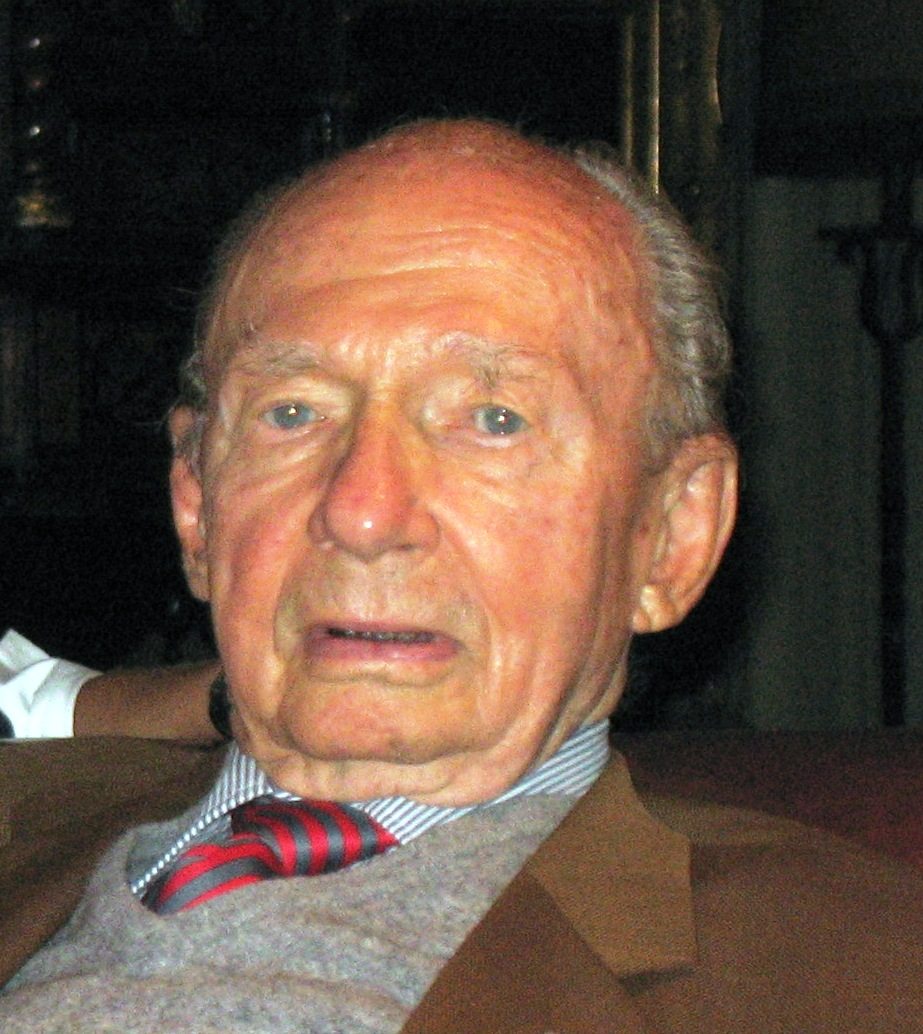
Felix von Habsburg-Lothringen (2007)

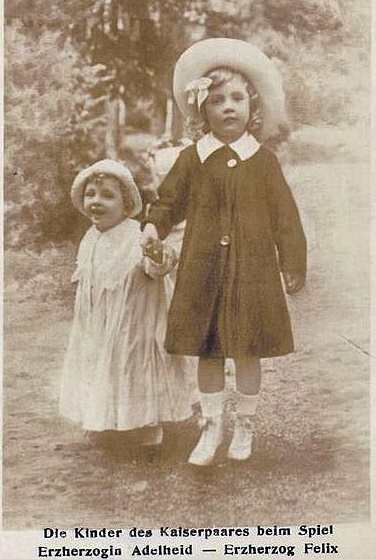
Felix von Habsburg-Lothringen (links) mit seiner älteren Schwester Adelheid von Habsburg-Lothringen, 1918

Felix Habsburg-Lothringen (* 31. Mai 1916 in Wien; † 6. September 2011 in San Ángel, Mexiko-Stadt; geboren als Felix Friedrich August Maria vom Siege Franz Joseph Peter Karl Anton Robert Otto Pius Michael Benedikt Sebastian Ignatius Marcus d’Aviano, Erzherzog von Österreich) war das vierte Kind von Kaiser Karl I. von Österreich.

## Leben
Felix, noch auf Schloss Schönbrunn geboren, verbrachte nach der Abdankung seines Vaters 1918 seine Kindheit im Exil, in der Schweiz, in Portugal und auf der Insel Madeira. Nach dem Tod Karls 1922 wohnte die Familie in Belgien. An der Universität Löwen studierte Habsburg-Lothringen Rechtswissenschaften.
1937 kam er zurück nach Österreich, wo er die Theresianische Militärakademie besuchte. Nach dem „Anschluss“ Österreichs floh er mit zwei Geschwistern über die tschechoslowakische Grenze.
1939 war Habsburg-Lothringen mit seinem Onkel Felix von Bourbon-Parma gerade bei der Weltausstellung in New York, als der Zweite Weltkrieg ausbrach. Er meldete sich freiwillig zum Militär, kam aber nicht zum Einsatz. Gleichzeitig begann er mit seinem ältesten Bruder Otto die Agitation für ein „freies und unabhängiges“ Österreich. Er versuchte vergebens Präsident Roosevelt zu warnen, Stalin Mitteleuropa zu überlassen.
1952 heiratete er Anna Eugenie Herzogin von Arenberg (1925–1997), mit der er sieben Kinder bekam. Er arbeitete als Bankier und Wirtschaftsberater in Mexiko. Zusammen mit seinem Bruder Carl Ludwig Habsburg-Lothringen hatte er sich vergebens für die Rückgabe des ehemaligen habsburgischen Privatvermögens eingesetzt.
Die 1961 von Otto von Habsburg abgegebene Verzichtserklärung weigerten sich innerhalb der Familie nur Carl Ludwig und Felix Habsburg-Lothringen zu unterschreiben, weswegen sie weiterhin nicht in Österreich einreisen durften. Beim Begräbnis Kaiserin Zitas 1989 beabsichtigte die Regierung daher zunächst ebenfalls, Felix und Carl Ludwig die Einreise zu verweigern. Die Einreise wurde ihnen schließlich gestattet, jedoch nur für wenige Stunden. Erst ein späterer, nach einer illegalen Einreise von seinem Bruder und ihm abgegebener Verzicht auf Herrschaftsansprüche wurde von der österreichischen Regierung am 26. März 1996 und im Hauptausschuss des Parlaments am 16. April als ausreichend erachtet, „sodass der Ausstellung von Reisepässen, die auch für die Einreise nach Österreich Gültigkeit haben, nichts im Wege steht.“

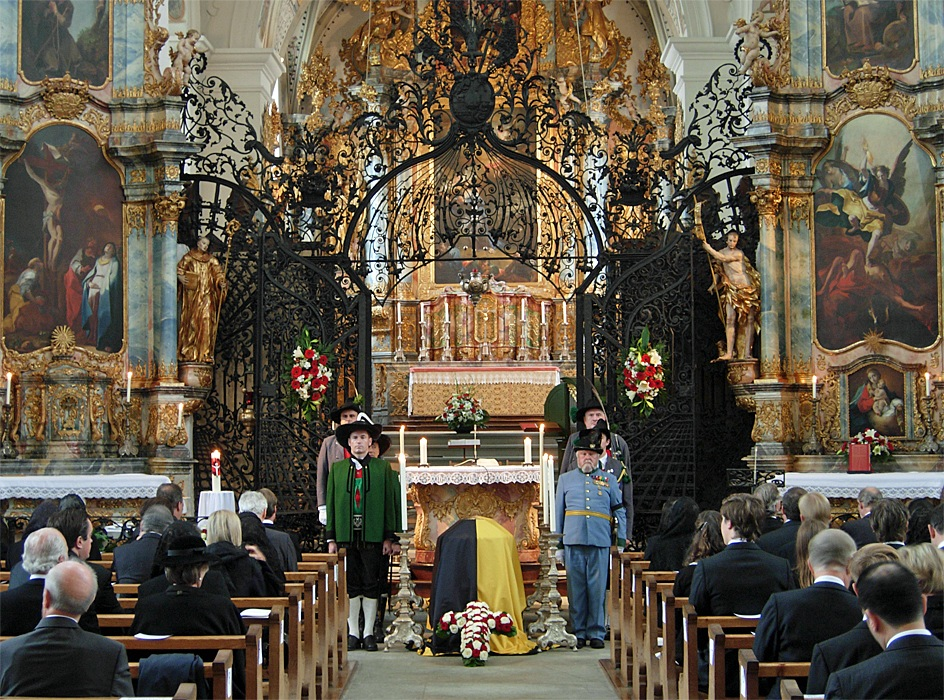
Trauerzeremonie für Felix von Habsburg in der Klosterkirche Muri

2011 starb er als letztes Kind des ehemaligen Kaiserpaares, in der Todesanzeige wird er als „Erzherzog von Österreich, Prinz von Ungarn und Herzog von Bar“ bezeichnet. Felix Habsburg-Lothringen wurde  in der Familiengruft der Habsburger in der Loretokapelle des Klosters Muri in der Schweiz beigesetzt. Sein  Sarg enthält neben dem Leichnam auch die Herzurne seiner 1997 verstorbenen Gemahlin Anna Eugenie, geb. Herzogin von Arenberg.